# The Borderlands
The Borderlands (ook uitgebracht als Final Prayer) is een Britse horrorfilm uit 2013 onder regie van Elliot Goldner. Hij schreef zelf ook het verhaal.

## Verhaal
Technisch specialist Gray heeft een baan aangenomen bij een team dat in dienst van de Heilige Stoel onderzoekt of meldingen van wonderen echt waar zijn. Hij is zelf niet religieus, maar hoeft dat ook niet te zijn voor zijn functie. Hij krijgt voor zijn eerste klus namelijk gezelschap van de priesters en ervaren onderzoekers Deacon en Mark Amidon. Samen gaan ze naar een kerk op het Engelse platteland, waarvan de lokale priester Father Crelick beweert dat God daar zijn aanwezigheid kenbaar heeft gemaakt. Om zijn claim kracht bij te zetten, laat hij de drie video-opnamen zien van een doop waarbij kelken en crucifixen plotseling bewogen zonder dat iemand ze aanraakte.
Deacon en Mark hebben in hun functie talloze meldingen onderzocht en dit bleken stuk voor stuk hoaxen. Ze gaan onmiddellijk op zoek naar verborgen draden, technieken en apparatuur als subwoofers waarmee voorwerpen bij meldingen als deze doorgaans tot bewegen zijn gebracht. Gray moet hier met zijn technische expertise bij adviseren en assisteren. Hij raakt er daarbij steeds meer van overtuigd dat er daadwerkelijk iets bovennatuurlijks heeft plaatsgevonden. De priesters gaan daarentegen meer en meer uit van weer een hoax, vooral vanwege het gedrag van Crelick. Nadat ze hem confronteren met hun overtuiging dat er niets goddelijks geeft plaatsgevonden in zijn kerk, pleegt Crelick zelfmoord. Hij is er zeker van dat er iets bovennatuurlijks in zijn kerk huist en als dat God niet is, vreest hij voor het alternatief.
Deacon laat Father Calvino overkomen om te helpen bij het onderzoek. Hij houdt er minder moderne opvattingen op na dan Deacon en Mark en kan juist daarom misschien met andere ogen naar de zaak kijken. Calvino vertelt dat de locatie ooit werd gebruikt om een naamloze heidense godheid te vereren en dat de kerk hier overheen is gebouwd. Hij stelt daarom voor een purificatieritueel uit te voeren. Terwijl hij dit doet, vallen in de ruimte tijdelijk alle lichten uit. Wanneer ze weer aangaan, zijn Mark en Calvino verdwenen, maar staat de ingang naar een trappenstelsel open. Dit leidt naar een ondergronds gangenstelsel onder de kerk. Deacon en Mark gaan naar binnen om hun verdwenen collega's te zoeken.
Terwijl Deacon en Mark de gangen doorzoeken en steeds verder afdalen, komen ze verschillende hen onbekende symbolen en de beenderen van kleine kinderen tegen. De doorgangen worden steeds smaller en krapper, maar het horen van de stemmen van Mark en Calvino zet ze aan toch steeds verder te gaan. Zo kruipen ze ten slotte op hun buik een tunnel in die op den duur zo smal wordt dat ze echt niet verder kunnen. Ze blijken alleen ook niet terug te kunnen. De doorgang achter hen is plotseling gesloten. De tunnel begint ten slotte samen te trekken en Mark en Calvino raken doorweekt met een enzym dat hen levend verteert.

## Rolverdeling
- Gordon Kennedy - Deacon
- Robin Hill - Gray
- Aidan McArdle - Mark
- Patrick Godfrey - Father Calvino
- Luke Neal - Father Crellick